# Iurocikî, Kozelșciîna
Iurocikî (în ucraineană Юрочки) este un sat în comuna Horișkî din raionul Kozelșciîna, regiunea Poltava, Ucraina.

## Demografie
Componența lingvistică a localității Iurocikî
     Ucraineană (91,67%)
     Rusă (8,33%)
Conform recensământului din 2001, majoritatea populației localității Iurocikî era vorbitoare de ucraineană (91,67%), existând în minoritate și vorbitori de rusă (8,33%).